# Your Sugar Sits Untouched
Your Sugar Sits Untouched è una riedizione del libro di poesie Across The Sky & Other Poems scritto dalla musicista Emilie Autumn e pubblicato nel 2001, comprendente la maggior parte dei testi originali e sette nuove opere. Oltre al supporto cartaceo, il prodotto contiene appunto un audio CD nel quale è stata incisa l'esposizione in parlato di tutti e 45 i poemi accompagnata da musica di sottofondo realizzata dalla stessa Autumn.
Venne inizialmente lanciata in un'edizione limitata di 3000 copie vendute a livello mondiale e successivamente, nel 2008, riedita su iTunes in formato digitale.

## Contenuto

### Primo disco
1. Your Sugar Sits Untouched
2. Goodbye
3. The Day You Love
4. At What Point Does A Shakespeare Say
5. Blackbird Sonnets
6. Constant
7. Ghost
8. How to Break A Heart
9. Rant I
10. In Praise of Cyrano
11. So Many Fools
12. The Ballad of Mushroom Down
13. The One
14. Space
15. Alas (The Knight)
16. A Letter From A Friend
17. A Plea to the Dying
18. Close
19. Dreams
20. Everybody's Girl
21. Empty
22. Homesick Sonnets
23. Rant II
24. Little Boy

### Secondo disco
1. Smirking Girl
2. Try My Best
3. Nearer Than You
4. The Muse
5. The Music I Heard Once
6. If You Could Only Know
7. Funny How Things Change
8. I Didn't Mean You
9. If
10. Visions
11. By the Sword
12. Didn't
13. If You Feel Better
14. Two Masks
15. What Right Have I
16. Woman
17. I Cried For You
18. Rapunzel Sonnets
19. Never Tasted Tears
20. Jump the Track
21. On Artistic Integrity
22. Manipulation